# ヒツジ
ヒツジ（羊、綿羊、学名Ovis aries）はウシ科ヤギ亜科の鯨偶蹄目の動物。角を持ち、分厚い体毛（羊毛）に覆われている。主要な家畜であり、ウールを採取するためや羊乳や羊肉を得るために飼育される。

## 形態

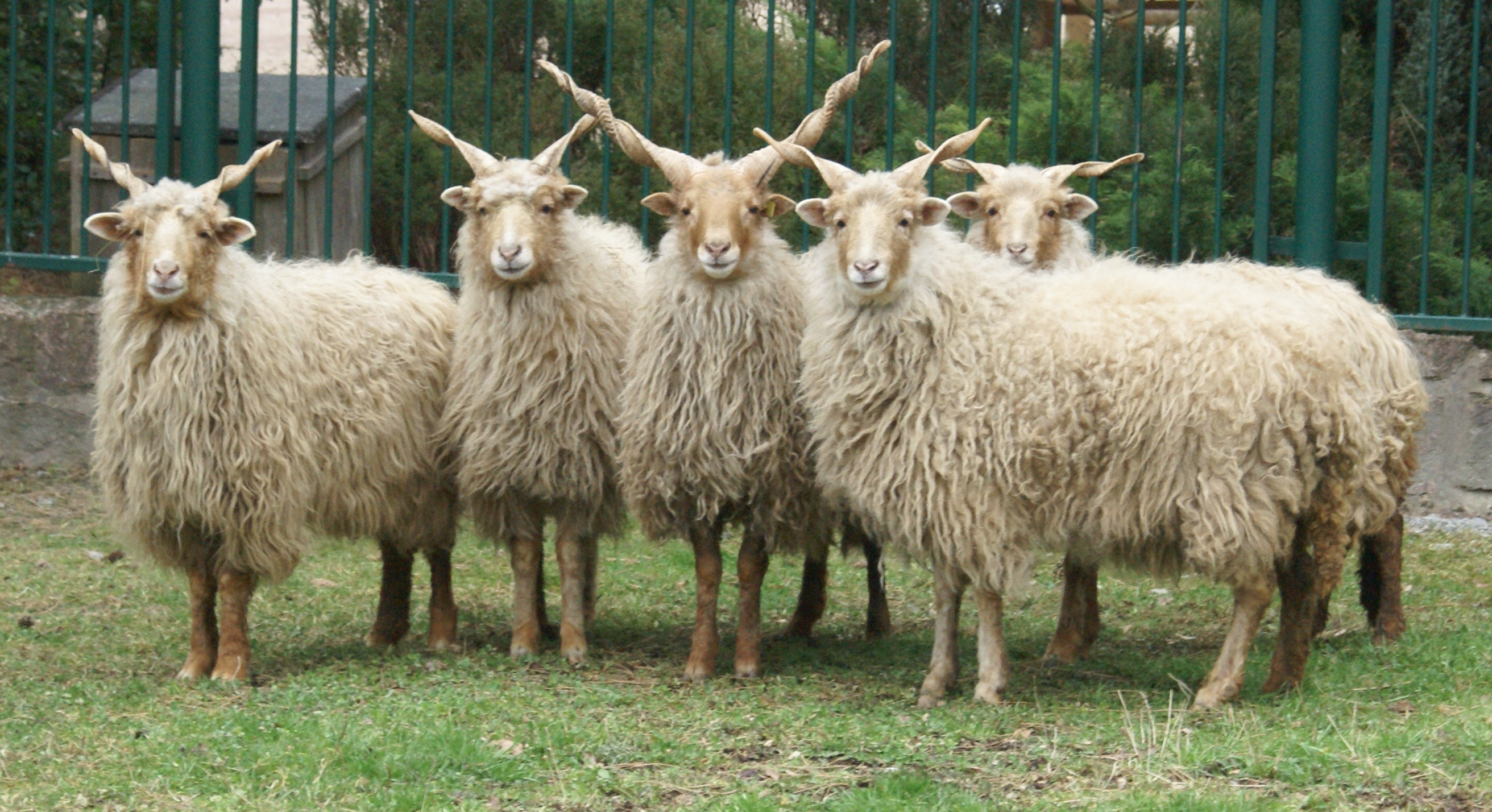
螺旋を描いて伸びるラセン角（ハンガリーのラツカ羊ハンガリー語:Racka）

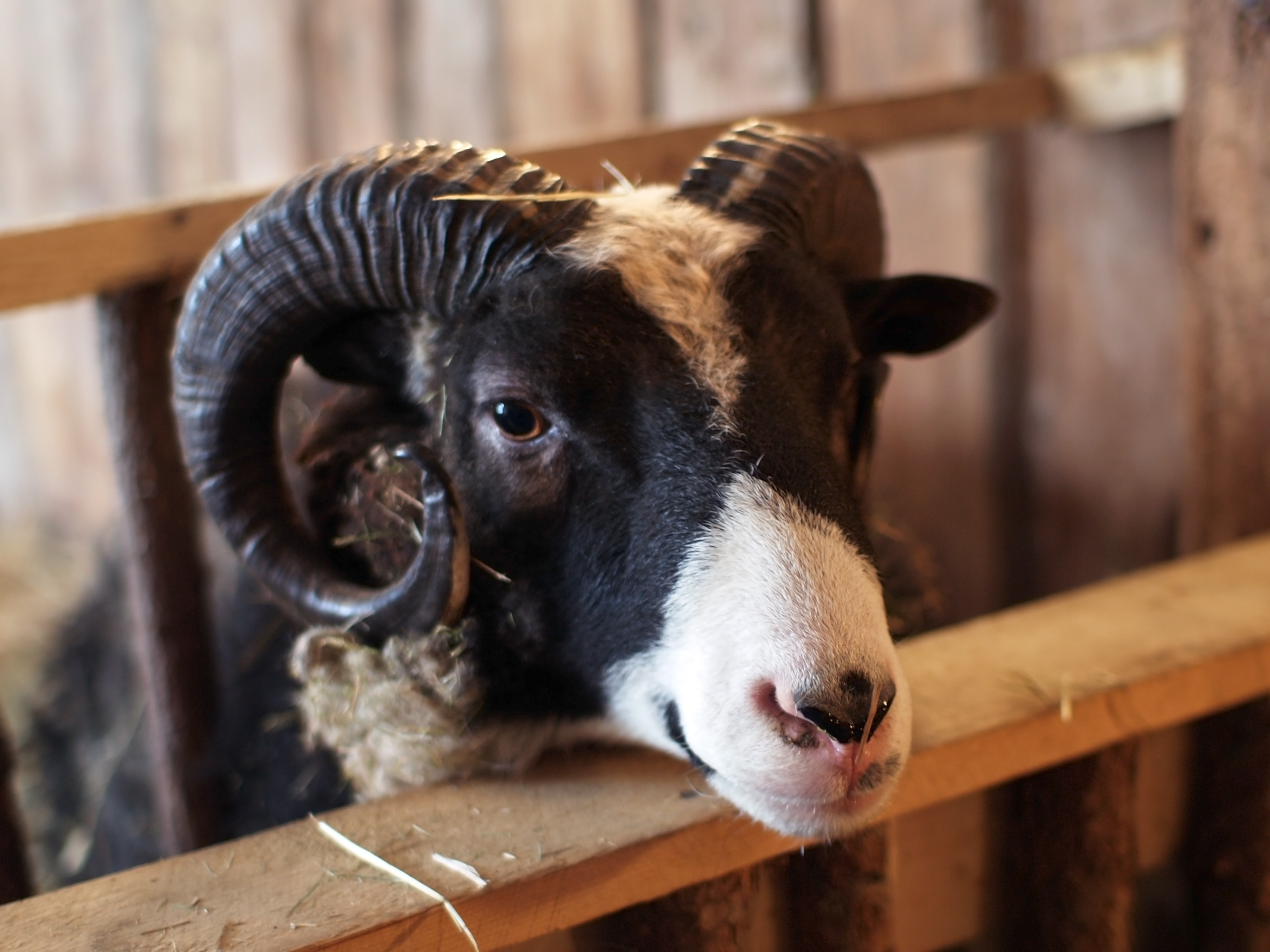
渦巻き状のアモン角(フィニッシュ・ランドレース種(en))

ヒツジは反芻動物としては比較的体は小さく、側頭部のらせん形の角と、羊毛と呼ばれる縮れた毛をもつ。
原始的な品種では、短い尾など、野生種の特徴を残すものもある。
家畜のヒツジは54本の染色体をもつが、野生種は58-54本の染色体を有し、交雑可能である。自然状態の雑種の中には55本や57本の染色体をもつ個体も存する。
品種によってまったく角をもたないもの、雄雌両方にあるもの、雄だけが角を持つものがある。螺旋を巻きながら直状に伸びた角をラセン角、渦巻き状に丸く成長する角をアモン角と称する。角のある品種のほとんどは左右に1対1だが、古品種にはヤギのように後方に湾曲しながら伸びる2-3対（4-6本）の角をもつものもいる。
野生のヒツジの上毛の色合いには幅広いバリエーションがあり、黒、赤、赤褐色、赤黄色、褐色などがある。毛用のヒツジは主に染色に適した白い羊毛を産するように改良が加えられているが、ほかにも純白から黒色まであり、斑模様などもある。白いヒツジの群れのなかに有色の個体が現れることもある。
ヒツジの体長や体重は品種により大きく異なり、雌の体重はおよそ45–100kg、雄はより大きくて45–160kgである。
成熟したヒツジは32本の歯を持つ。ほかの反芻動物と同じように、下顎に8本の門歯がある一方、上あごには歯がなく、硬い歯茎がある。犬歯はなく、門歯と臼歯との間に大きな隙間がある。
4歳になるまで（歯が生え揃うまで）は、前歯は年に2本ずつ生えるため、ヒツジの年齢を前歯の数で知ることができる。ヒツジの平均寿命は10年から12年であるが、20年生きるものもいる。
前歯は齢を重ねるにつれ失われ、食べるのが難しくなり、健康を妨げる。このため、通常放牧されているヒツジは4歳を過ぎると徐々に数が減っていく。

## 生態
草だけでなく、樹皮や木の芽、花も食べる。食草の採食特性は幅広いとされる。
ヒツジの聴力はよい。また視力については、水平に細い瞳孔を持ち、優れた周辺視野をもつ。視野は 270–320°で、頭を動かさずに自分の背後を見ることができる。しかし、奥行きはあまり知覚できず、影や地面のくぼみにひるんで先に進まなくなることがある。
暗いところから明るいところに移動したがる傾向がある。
通常は、妊娠期間150日ぐらいで仔を1頭だけ産むが、2頭あるいは3頭産むときもある。
ヒツジにとって、危険に対する防御行動は単純に危険から逃げ出すことである。その次に、追い詰められたヒツジが突撃したり、蹄を踏み鳴らして威嚇する。とくに新生児を連れた雌にみられる。ストレスに直面するとすぐに逃げ出しパニックに陥るので、初心者がヒツジの番をするのは難しい。
ヒツジは非常に愚かな動物であるというイメージがあるが、イリノイ大学の研究によりヒツジのIQがブタよりは低くウシと同程度であることが明らかになった。人や他のヒツジの顔を何年も記憶でき、顔の表情から心理状態を識別することもできる。羊は50頭の仲間の顔を覚え、そして601ー801日後にもまだ覚え続けている。
ヒツジは非常に食べ物に貪欲で、いつもエサをくれる人にエサをねだることもある。羊飼いは牧羊犬などで群れを動かす代わりに、エサのバケツでヒツジを先導することもある。エサを食べる順序は身体的な優位性により決定され、他のヒツジに対してより攻撃的なヒツジが優勢になる傾向がある。
オスのヒツジは角のサイズが群れでの優位を決める重要な要素となっていて、角のサイズが異なるヒツジの間ではエサを食べる順番をあまり争わないが、同じような角のサイズを持つもの同士では争いが起こる。
羊毛採取を目的に品種改良を重ねた種の中には、毛の生え変わりがさほど起きず、人為的に刈り取らなければ生命に関わる種もある。2021年、オーストラリアで飼育環境から脱していたヒツジが保護された際に毛の重量が30kgを超えていた事例があり、話題となった。
群れ
ヒツジは非常に群れたがる性質をもち、群れから引き離されると強いストレスを受ける。また、先導者に従う傾向がとても強い（その先導者はしばしば単に最初に動いたヒツジであったりもする）。これらの性質は家畜化されるにあたり極めて重要な要素であった。
なお、捕食者がいない地域の在来種は、強い群れ行動をおこさない。
群れの中では、自分と関連あるもの同士が一緒に動く傾向がある。混種の群れの中では同じ品種で小グループができるし、また雌ヒツジとその子孫は大きな群れの中で一緒に動く。
一匹の状態では、ゾウやサイなど異種とも群れを作ろうとする。

## 歴史

### 家畜化の歴史

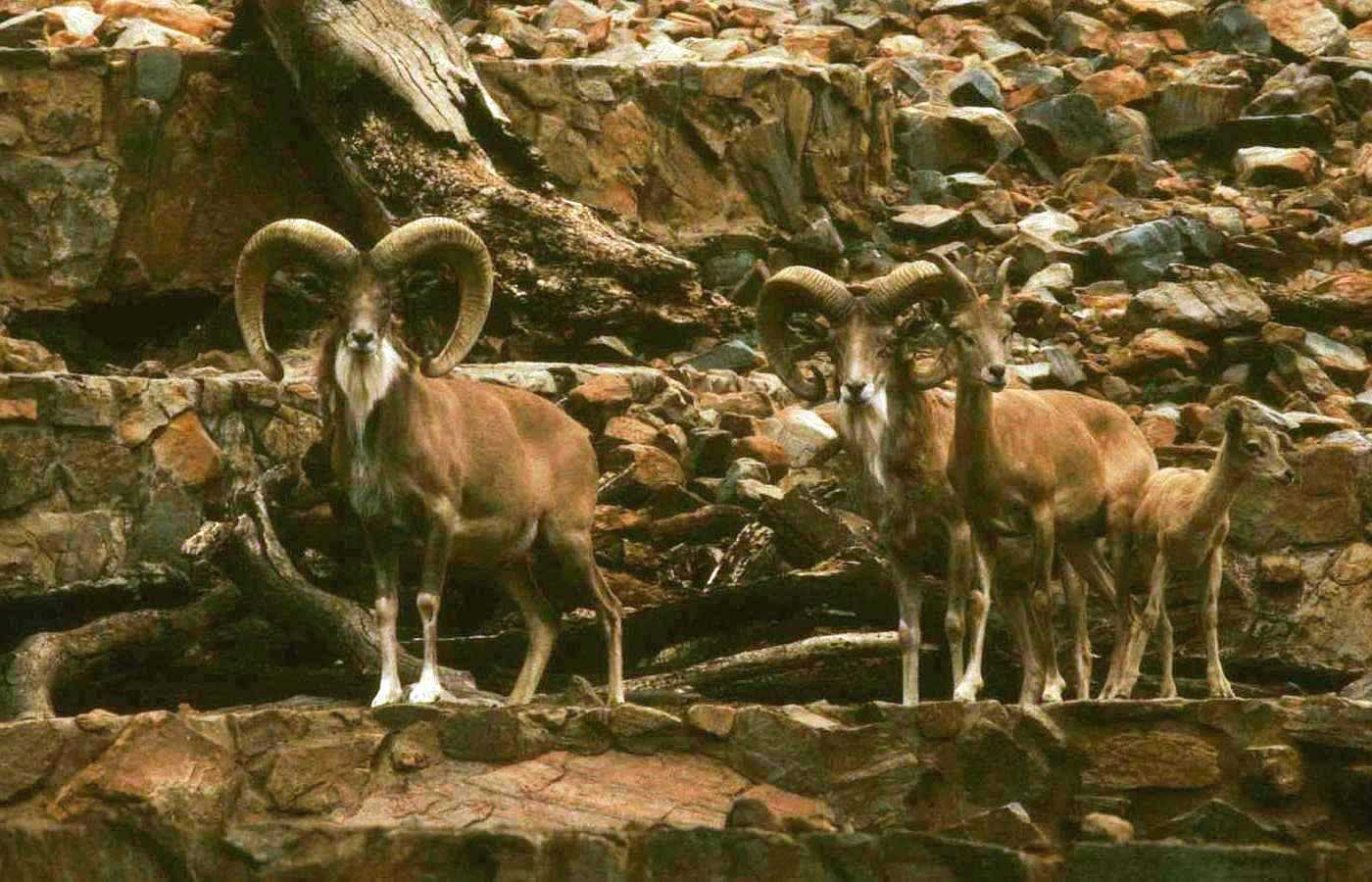
南アジアの野生種ウリアル

新石器時代から野生の野生種の狩猟がおこなわれていた形跡がある。
家畜化が行われた最初の場所は古代メソポタミアだと考えられている。紀元前7000-6000年ごろの遺跡からは野生ヒツジとは異なる小型のヒツジの骨が大量に出土しており、これが最古のヒツジの家畜化の証拠と考えられている。またアナトリア南東部のタウルス山脈で、今から10,500年前の家畜化された羊の証拠が見つかっており、これが家畜化の場所と推定されている。  その後、新石器時代に家畜の羊は人の移住とともに旧世界に広がっていった。

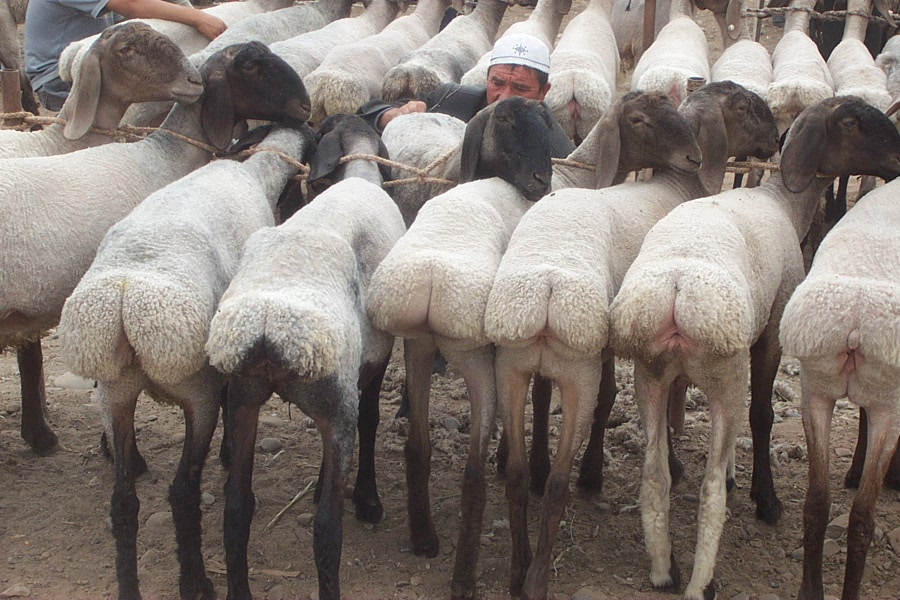
臀部に脂肪を蓄えるヒツジ

家畜ヒツジの祖先がどの野生種なのかは長年議論が続いていた。2000年代に入るとDNA分析による研究が発達し、経緯が明らかになってきた。家畜ヒツジの祖先は、中央アジアのアルガリ、現在の中近東にいるアジア・ムフロン、インドのウリアル、地中海のヨーロッパムフロンという4種の異った野生種に遡ることができる。これら4種は交雑が可能であり、家畜化が複数回に渡って行われた可能性や、家畜化後に野生種との交雑が起きた可能性がある。
ヒツジが家畜された当初の利用目的は脂肪や毛であったと考えられている。肉、乳、皮の利用についてはヤギの方が優れており、ヤギが1000-2000年程度先行して家畜化されていた。しかし山岳や砂漠、ステップなど乾燥・寒冷地帯に暮らす遊牧民にとって重要な栄養素である脂肪については、ヤギよりヒツジの方が優れていた。現在でも、乾燥した地域では尾や臀部に脂肪を蓄える品種（脂尾羊・脂臀羊）が重視されている。また、他の地域ではブタも主要な脂肪源とされているが、乾燥・寒冷地帯での飼育には適さず、宗教的にも忌避されている。

### 羊毛の歴史
毛の利用については、現代のヒツジと最初期のヒツジとでは様相が大きく異なる。
野生のヒツジの毛（フリース）は2層になっている。外側は太く粗く長い「上毛、トップコート、（粗毛、ケンプ）」に覆われ、その下の肌に近い部分は産毛のような柔らかく細くて短い「下毛、アンダーコート（緬毛、ウール）」が生えている。最初期のヒツジの緬毛（ウール）は未発達で、利用されていなかった。一方、野生のヒツジは春に上毛（ケンプ）が抜ける（換毛）性質があり、紀元前から人類は、この抜け落ちた上毛（ケンプ）によってフェルトを作っていたらしい。現在われわれが通常に羊毛（ウール）として親しんでいるのは、主にこの下毛を発達させるように品種改良された家畜用ヒツジの毛である。現代の家畜化されたヒツジは換毛しない。

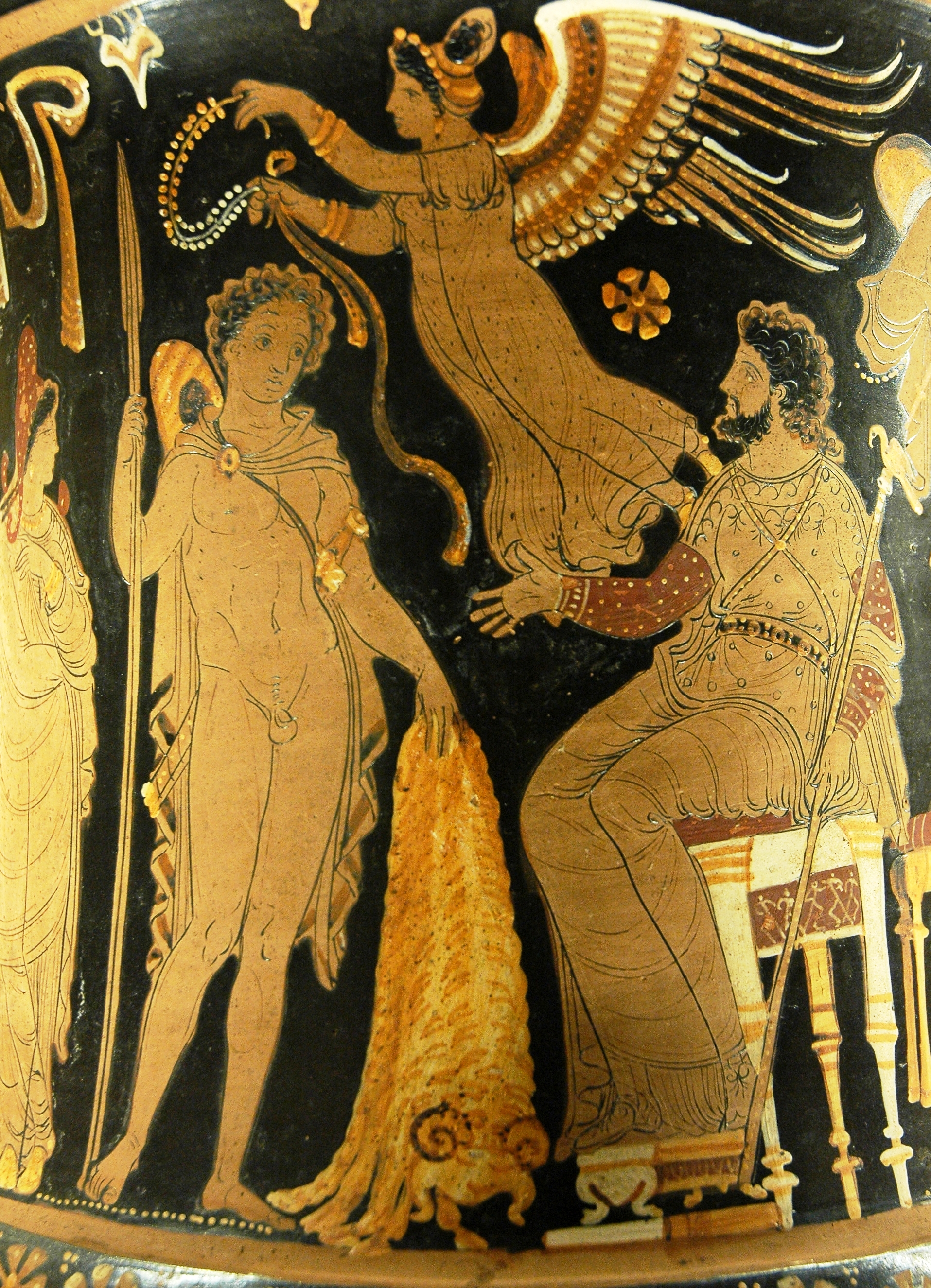
ギリシアの黄金の羊毛の伝説

家畜化されたヒツジは改良によって、上毛（ケンプ）を退行させる代わりに、ヘアー（適当な訳語がない）と呼ばれる中間毛と緬毛（ウール）を発達させた。紀元前4000年ごろにはヘアータイプやウールタイプのヒツジが分化している。（一般にメソポタミアの北部がアッシリア、南部がバビロニアと呼ばれているが）紀元前2000年ごろのバビロニアはウールと穀物と植物油の三大産物によって繁栄した。バビロンの名は「ウールの国」の意味であるとする研究者もいる。

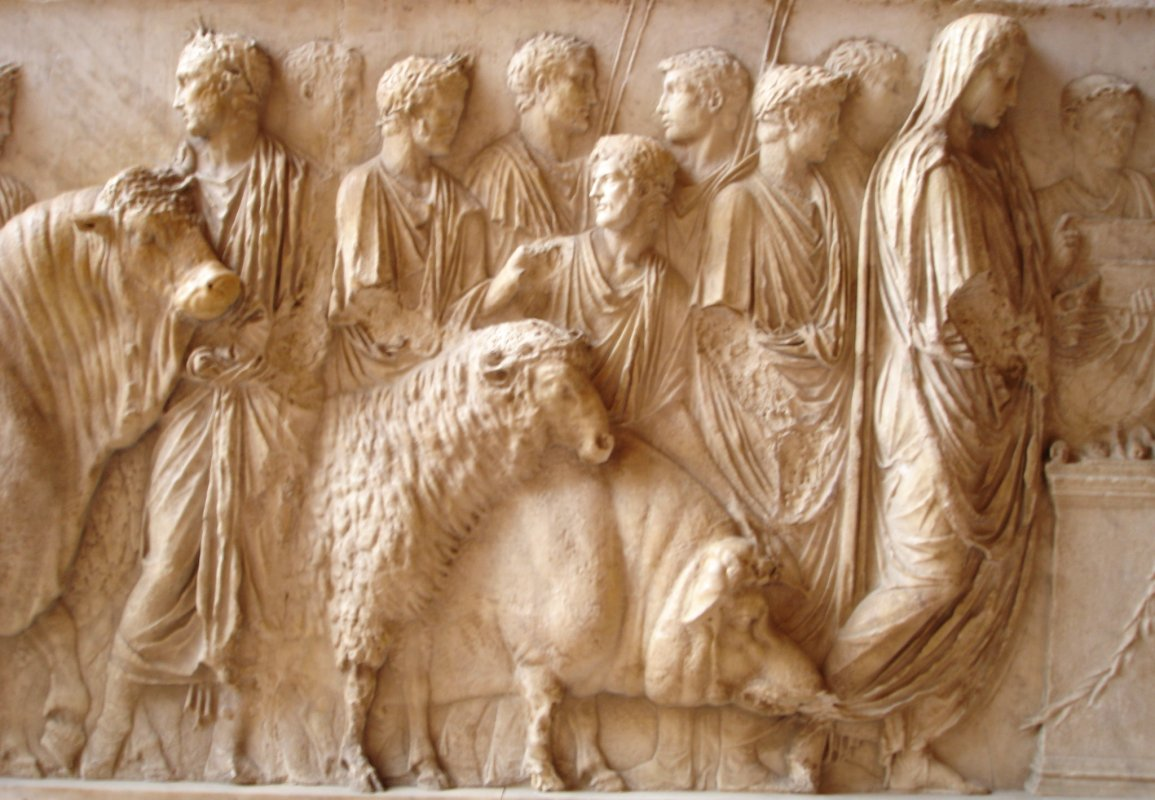
1世紀ローマのレリーフ

野生タイプのヒツジの上毛（ケンプ）は黒色、赤褐色や褐色であったが、改良によってヘアーやウールタイプのヒツジからは淡色や白色の毛が得られ、染料技術と共にメソポタミアからエジプトに伝播し、彩色された絨毯は重要な交易品となった。紀元前1500年頃から、地中海に現れたフェニキア人によって白いウールタイプのヒツジがコーカサス地方やイベリア半島に持ち込まれた。コーカサス地方のヒツジは、のちにギリシア人によって再発見され、黄金羊伝説となった。このヒツジはローマ時代には柔らかく細く長く白いウールを生むタランティーネ種へ改良された。ローマ人が着用した衣服「トガ」はウールの織物である。一方、イベリア半島では、すでに土着していたウールタイプのヒツジとタランティーネ種の交配による改良によって、更なる改良が続けられ、1300年頃のカスティーリャで現在のメリノ種が登場した。
理想的なウールだけを産するメリノ種は毛織物産業を通じてスペインの黄金時代を支えた。メリノ種はスペイン王家が国費を投じて飼育し、数頭が海外の王家へ外交の手段として贈呈される以外は門外不出とされた。これを犯した者は死罪だった。18世紀になるとスペインの戦乱にヨーロッパの列国が介入し、メリノ種が戦利品として持ち去られて流出、羊毛生産におけるスペインの優位性が失なわれた。イギリスでは羊毛の織物と蒸気機関を組み合わせた新産業が興った。1796年、南アフリカ経由で13頭のメリノ種がオーストラリアに輸入された。このうちの3頭が現在のオーストラリアのメリノ種の始祖になったと伝えられている。この羊を買い取ったニュー・サウス・ウェールズ州のジョン・マッカーサーはヒツジの改良に努め、オーストラリアの羊毛産業の基礎を築いた。

### 羊皮の歴史
ヒツジの皮の利用は最古のものとしては紀元前2500年頃まで遡ることができるが、羊皮紙としては、紀元前2世紀頃のペルガモン（現在のトルコ）で本格的な加工が始まったとされる。

### 羊乳の歴史
羊乳はヤギの乳に比べると、脂肪とタンパク質に富んでおり、加工に適する。中近東やヨーロッパ大陸では羊乳は伝統的にチーズやヨーグルトに加工されており、現在でも多くの乳用種が飼育されている。しかし、より遅く家畜化に成功したウシと比較すると単位面積当たりの収量は劣り、ウシを飼養できる地域ではヒツジの乳利用は主流ではない。

### 日本の羊の歴史
日本列島には古来より、旧石器・縄文時代のイヌや弥生時代のブタ・ニワトリ、古墳時代のウマ・ウシなど家畜を含め様々なものが海を越えて伝わったが、羊の飼育及び利用の記録は乏しい。寒冷な土地も多く防寒用に羊毛が利用される下地はあったが、動物遺体の出土事例も報告されていないことから、ほとんど伝わらなかったものと考えられている。
考古資料では鳥取県鳥取市の青谷上地遺跡において弥生時代の琴の部材と考えられている木板に頭部に湾曲する二重円弧の角を持つ動物が描かれており、ヒツジもしくはヤギを表現したものとも考えられている。
文献史料においては、『魏志倭人伝』（『魏書』東夷伝倭人の条）では弥生時代末期（3世紀前半代）において日本列島にはヒツジがいなかったと記されている。
8世紀初頭に成立した『日本書紀』では、推古天皇7年（599年）に、推古天皇に対し百済（朝鮮半島南西部）からの朝貢物として駱駝（らくだ）、驢馬（ろば）各1頭、白雉1羽、そして羊2頭が献上されたという。これが日本国内において、羊について書かれた最初の史料である。西域の動物であるラクダやロバとともに献上されていることから、当時の日本列島では家畜としてのヒツジが存在していなかったとも考えられている。
奈良時代、天武天皇の時代に関東で活躍した人物に「多胡羊太夫（たご ひつじだゆう）」という人物がいると伝わり、関連して群馬県安中市に羊神社（愛知県名古屋市にも同名の羊神社がある）などが残る程度であり、羊自体の存在や飼育記録は確認できない。
8世紀には、奈良県の平城宮跡や三重県の斎宮跡から羊形の硯（すずり）が出土している。8世紀中頃には、正倉院宝物に含まれる「臈纈屏風（ろうけちのびょうぶ）」にヒツジの図像が見られる。
『日本紀略』によれば、嵯峨天皇の治世の弘仁11年（820年）には、新羅からの朝貢物として鵞鳥2羽、山羊1頭、そして黒羊2頭、白羊4頭が献上されたという。さらに、醍醐天皇の治世の延喜3年（903年）には唐人が“羊、鵞鳥を献ず”とあり、長徳2年（996年）の朱仁聡の入京など、他の記録も含め何度か日本に羊が上陸した記録はあるが、その後飼育土着された記録はない。故に日本の服飾は長く、主に植物繊維を原料とするものばかりであった。
江戸時代、文化2年（1805年）に江戸幕府の長崎奉行の成瀬正定が羊を輸入し、唐人（中国人）の牧夫を使役して肥前浦上で飼育を試みたが、失敗。
幕府の奥詰医師であった本草学者の渋江長伯は行動的な学者であったらしく、幕命により蝦夷地まで薬草採集に出向いたりしていた。長伯は幕府医師だけではなく、江戸郊外にあり幕府の薬草園であった広大な巣鴨薬園の総督を兼ねていたが、文化14年（1817年）から薬園内で綿羊を飼育し、羊毛から羅紗織の試作を行った。巣鴨薬園はゆえに当時「綿羊屋敷」と呼ばれていた。
明治期に入るとお雇い外国人によって様々な品種のヒツジが持ち込まれたが、冷涼な気候に適したヒツジは日本の湿潤な環境に馴染まず、多くの品種は定着しなかった。日本政府は牛馬の普及を重視したが、外国人ル・ジャンドルが軍用毛布のため羊毛の自給の必要性を説き、1875年（明治8年）に大久保利通によって下総に牧羊場が新設された。これが日本での本格的なヒツジの飼育の始まりである。
民間では、1876年（明治9年）に蛇沼政恒が岩手県で政府から100余頭の羊と牧野を借りて始めたのが先駆で、以後、数百頭規模の牧場が東日本の各地に開かれた。ただ、生産された羊毛を買い上げるのは軍用の千住製絨所に限られ、品質で劣る日本産羊毛の販売価格は低く、羊肉需要がないこともあって、経営的には成功しなかった。1888年（明治21年）には政府の奨励政策が打ち切りになり、官営の下総牧羊場も閉鎖された。
しかし、国内の羊毛製品需要は軍需・民需ともに旺盛で、しだいに羊毛工業が発達した。戦前から戦後間もない時期までの日本にとって毛織物は重要な輸出品だったが、その原料はオーストラリアとニュージーランドなどからの輸入に頼っていた。一度は失敗を認めた政府にも、国産羊毛を振興したいという意見が根強くあり、1918年（大正7年）から「副業めん羊」を普及させた。農家が自家の農業副産物を餌にして1頭だけ羊を飼い、主に子供が世話をして家計の足しにするという方法である。副業めん羊は東日本の山間地の養蚕農家の間に広まった。
1957年（昭和32年）には統計上で94万頭、実数ではおそらく100万頭を超える数が日本国内で飼育されるようになった。しかし、その後は海外から安価に羊肉及び羊毛が入ってきたことや、化学繊維が普及したため、国産羊毛の需要が急減し、24年後の1981年（昭和56年）になると、国内の羊の飼育数は、100分の1程度の約1万頭にまで激減した。その後、肉利用を目的とした羊の飼育が再び増加し、1991年（平成3年）には3万頭を超える数まで増加した。その8割はサフォーク種である。

## 生産
| 2008年の羊の頭数 (単位は百万頭) | 2008年の羊の頭数 (単位は百万頭) |
| ------------------------------- | ------------------------------- |
| 中国                            | 136.4                           |
| オーストラリア                  | 79.0                            |
| インド                          | 65.0                            |
| イラン                          | 53.8                            |
| スーダン                        | 51.1                            |
| ニュージーランド                | 34.1                            |
| ナイジェリア                    | 33.9                            |
| イギリス                        | 33.1                            |
| 世界総計                        | 1,078.2                         |
| 出典: FAO                       |                                 |

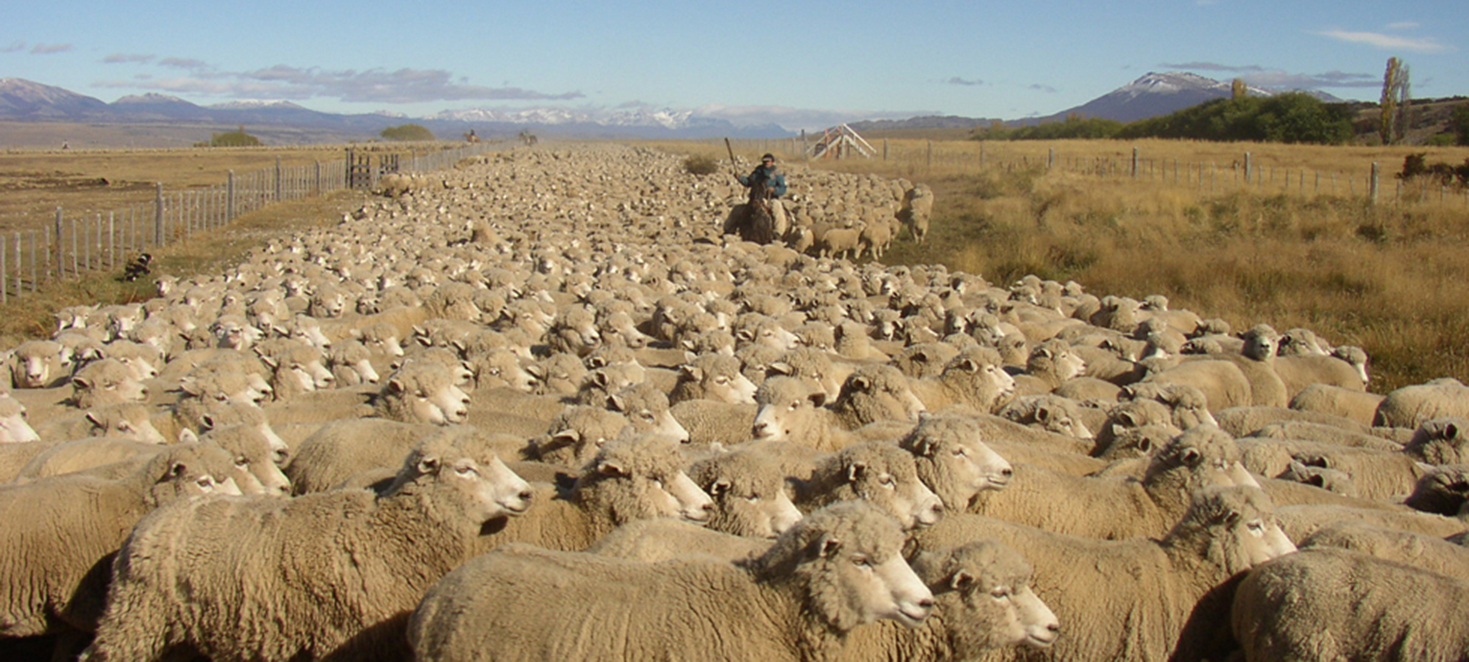
アルゼンチン、パタゴニアでの牧羊

ヒツジは羊毛や肉（ラム、マトン）を目的として世界中で広く飼育され、2008年には全世界で10億頭を超えるヒツジが飼育されていた。世界で最もヒツジを多く飼育しているのは中国で、1億3000万頭以上に上る。飼育頭数は漸増傾向にあったが、2006年からは減少に転じている。2位はインドで、1992年から2010年までに飼育頭数が約1.5倍となり、現在も漸増傾向が続く。次いで飼育頭数が多いのはオーストラリアである。かつては長らく世界最大のヒツジ生産国であり、1992年には1億4800万頭以上のヒツジが飼育されていたが、飼育頭数は急激に減少しており、1996年には中国に抜かれて第2位となり、2010年にはインドにも抜かれて3位となった。2010年の飼育頭数は約6800万頭であり、1992年の半分以下にまで減少している。オーストラリアのヒツジはメリノ種が主であり、羊毛を主目的としていたが、近年では食肉種も盛んに飼育されるようになった。4位はイランであり、1992年の4600万頭から2010年の5400万頭と微増している。5位はスーダンであり、1992年から2010年までに飼育頭数は倍増した。6位のニュージーランドは古くからのヒツジの大生産国であり、1834年にヒツジが本格導入されてからすぐに羊毛の大輸出国となり、さらに1882年に冷凍船が導入されてからは羊肉も輸出できるようになって、産業革命期にあったイギリスを主要市場として発展していった。ニュージーランドではオーストラリアとは違い、羊肉・羊毛兼用種が主に飼育されている。
日本のヒツジ飼育頭数は2010年に1万2000頭であり、世界では第158位である。都道府県別では北海道での飼育数が飛び抜けて多く、他は秋田県、岩手県、福島県などの東北地方、栃木県や千葉県などの関東地方で飼育されている。東日本ではある程度飼育されているが、西日本ではほとんど羊の飼育は行われていない。

## 利用

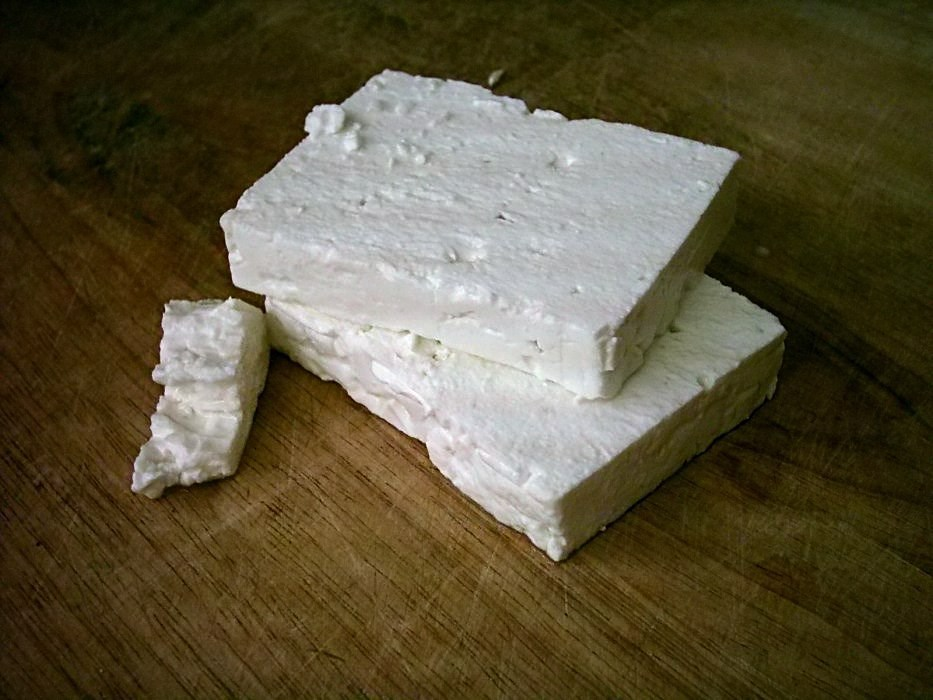
フェタチーズ

羊肉

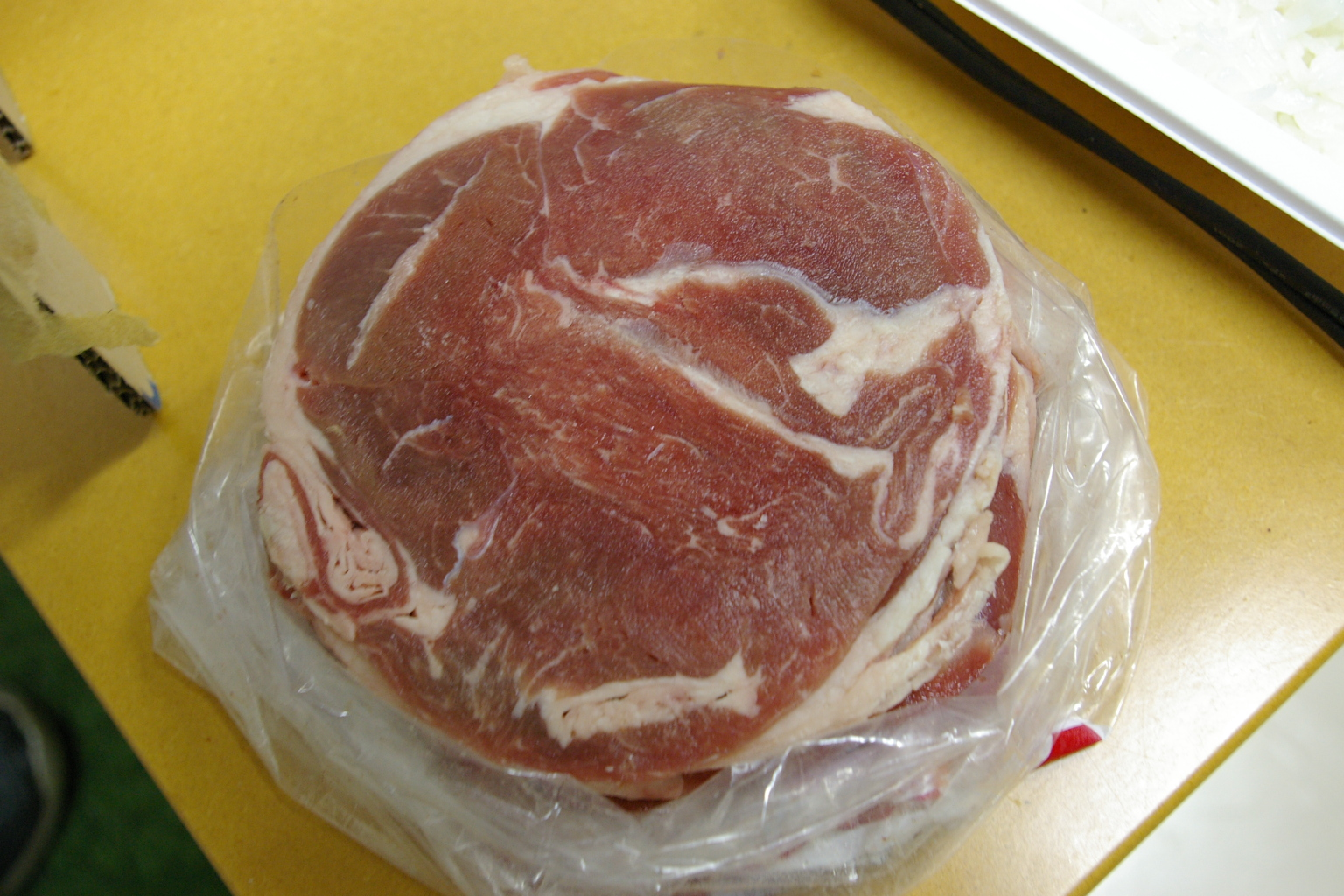
ジンギスカン用のラム肉

羊肉は広い地域で食用とされている。羊の年齢によって、生後1年未満をラム（lamb、子羊肉）・生後2年以上をマトン（mutton）と区別することもある。生後1年以上2年未満は、オセアニアでは「ホゲット」と区別して呼ばれているが、日本ではマトンに含まれる。
日本国内では、毛を刈った後で潰したヒツジの大量の肉を消費する方法として新しく考案されたジンギスカンや、ラムしゃぶ、スペアリブの香草焼き、アイリッシュシチューなど特定の料理で使われることが多い。カルニチンを他の食肉よりも豊富に含むことから、体脂肪の消費を助ける食材とされている。
ラムには臭みが少なく、こちらは日本で近年人気が高まりつつある。羊肉特有の臭みは脂肪に集中するため、マトンの臭みを取り除くには、脂肪をそぎ落とすと良いと言われる。他には、「香りの強い香草と共に炒める」「牛乳に漬けておく」等の方法がある。
海外では、飼育が盛んなオーストラリア、ニュージーランドをはじめ、特にペルシャ湾岸諸国やギリシャ、イギリス、アイルランド、ウルグアイで盛んに消費される。湾岸諸国を除いては、いずれも羊が盛んに飼育される国家である。これらの国では、羊肉の年間一人当たり消費量が3kgから18kgにのぼる。湾岸諸国で消費が多いのは豚肉を避けるイスラム教が広く普及しているからであり、他の中東諸国でも羊肉の消費量は多い。マグリブやカリブ海、インドでも多く消費される。また、東アジアでも、モンゴル、中国西北部などでは、代表的な食肉となっており、さまざまな調理法が用いられている。ヨーロッパではラムが、中東や中央アジアではマトンが好まれる傾向にある。
インドのマクドナルドには「マハラジャマック」と呼ばれるメニューがあり、これは牛を神聖な生き物とみなすヒンドゥー教の信徒のためにマトンを用いたハンバーガーのことである。
一方、アメリカ合衆国においては羊肉の消費量はわずかである。アメリカ人の年間羊肉消費量は0.5kg以下で、牛肉（29kg）や豚肉（22 kg）に比べてはるかに低い消費量となっている。これは、アメリカでは牛や豚など他の食肉が大量に生産できるうえに安く、さらにアメリカで食用にされるヒツジは羊毛用ヒツジの廃家畜が主であったため、食味などの品質で他の食肉に太刀打ちできなかったからである。さらに他食肉の価格下落に伴い、1960年代から1980年代にかけて羊肉消費量はさらに60%以上減少した。
羊乳
ヒツジの乳は主にヨーグルトやチーズなどの加工用に使用される。生乳の飲用は牛に比べて生産効率が悪いためにほとんど行われない。特にチーズへの加工が多く、フランスのロックフォール・チーズやイタリアのペコリーノ、ギリシャのフェタチーズなど羊乳を原料としたチーズも多い。
羊毛
羊の飼育上もっとも重要な利用対象はメリノ種などから取る緬毛（ウール）である。詳細は緬毛の項目を参照。
羊皮紙
羊皮紙はヒツジの皮を原料とするが、ヤギやウシなど、ヒツジ以外の生き物の皮が使われることも多かった。
中近東や中世の西洋などでは、東洋から製紙の技術が伝播するまで、羊皮紙はパピルス、粘土板と共に、宗教関連の記録や重要な書類の作成に、長い間使用されていた。
ラノリン
羊毛の根元に付着しているワックスエステルを主成分とする油分をウールオイル（ウールファット、Wool fat）またはウールグリース（Wool grease）という。これを精製したものをラノリンといい化粧品、軟膏の原料にする。また、これとは別に肉から羊脂をとることができ、調理用などに使用される。
革（羊革）
ラムスキン、シープスキン、ムートンとして衣服に用いられる。

## 品種
砂漠や山岳地帯など、さまざまな環境に適応した固有の種がある。家畜用のヒツジは、毛用種、肉用種、乳用種に大別されるが、代表種のメリノをはじめ、兼用の品種も多い。
原種
- アルガリ - 野生のヒツジで、ヒツジとしては最大の種。体高120センチ、体重100-180キロに達する。毛は褐色から赤褐色。角は渦巻き状で長い。アジアの高山地帯に分布する。マルコ・ポーロの『東方見聞録』でも紹介されている。家畜ヒツジの原種の一つと考えられている。
- ムフロン - 小型の野生のヒツジで、最初期に家畜化されたヒツジの原種の1つと考えられている。ヨーロッパ・ムフロン、アジア・ムフロン（レッド・ムフロン）が知られ、赤色から赤褐色、赤黄色の毛色をもつ。

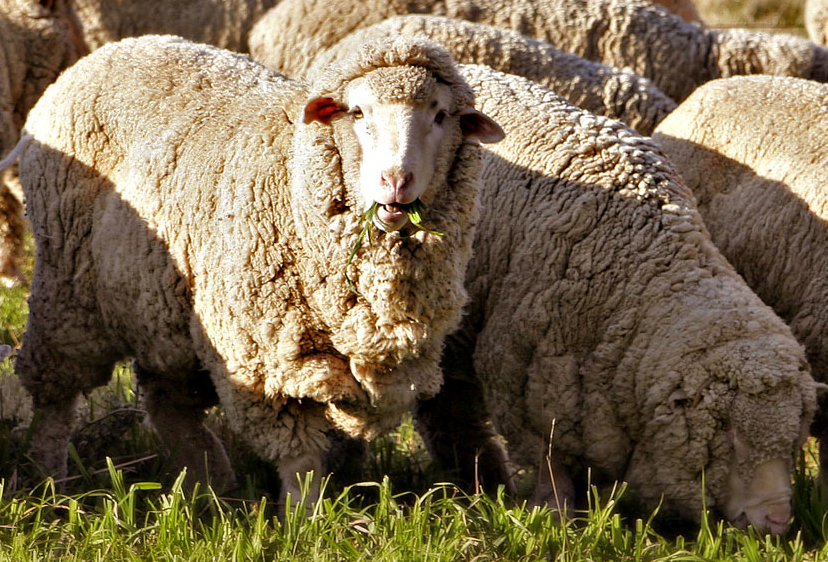
現代の代表品種メリノ
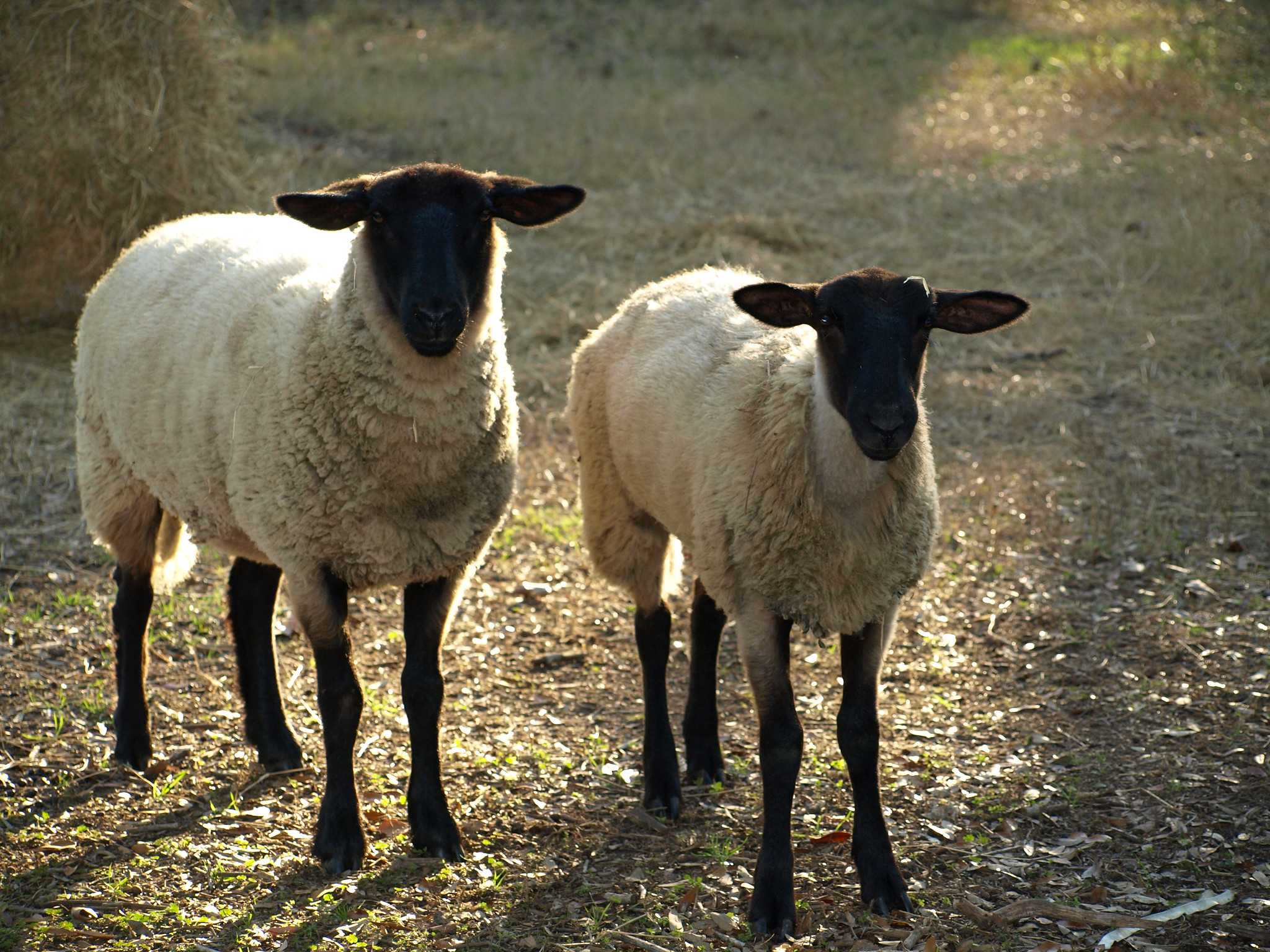
顔や四肢の黒いサフォーク
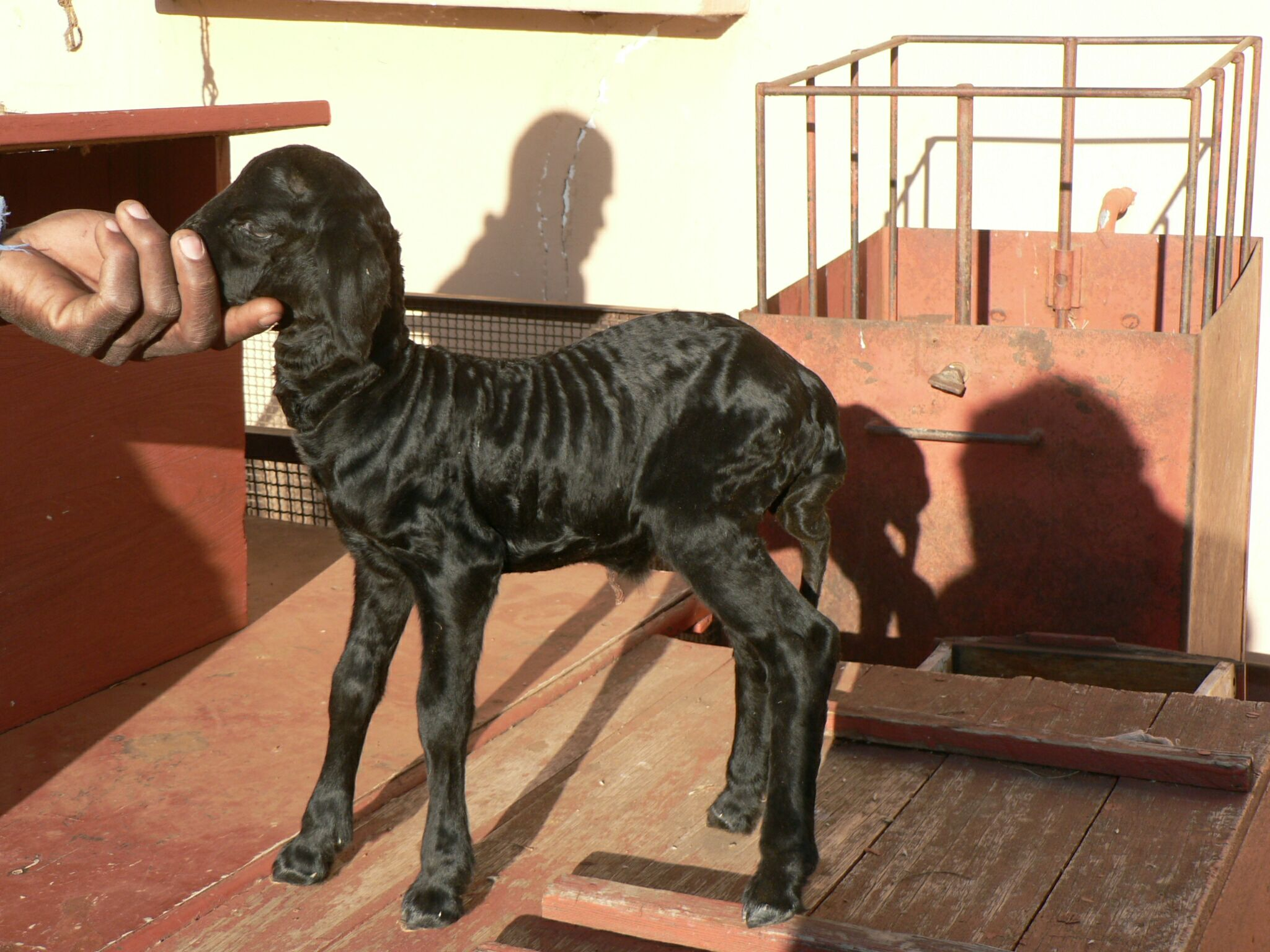
カラクルの子
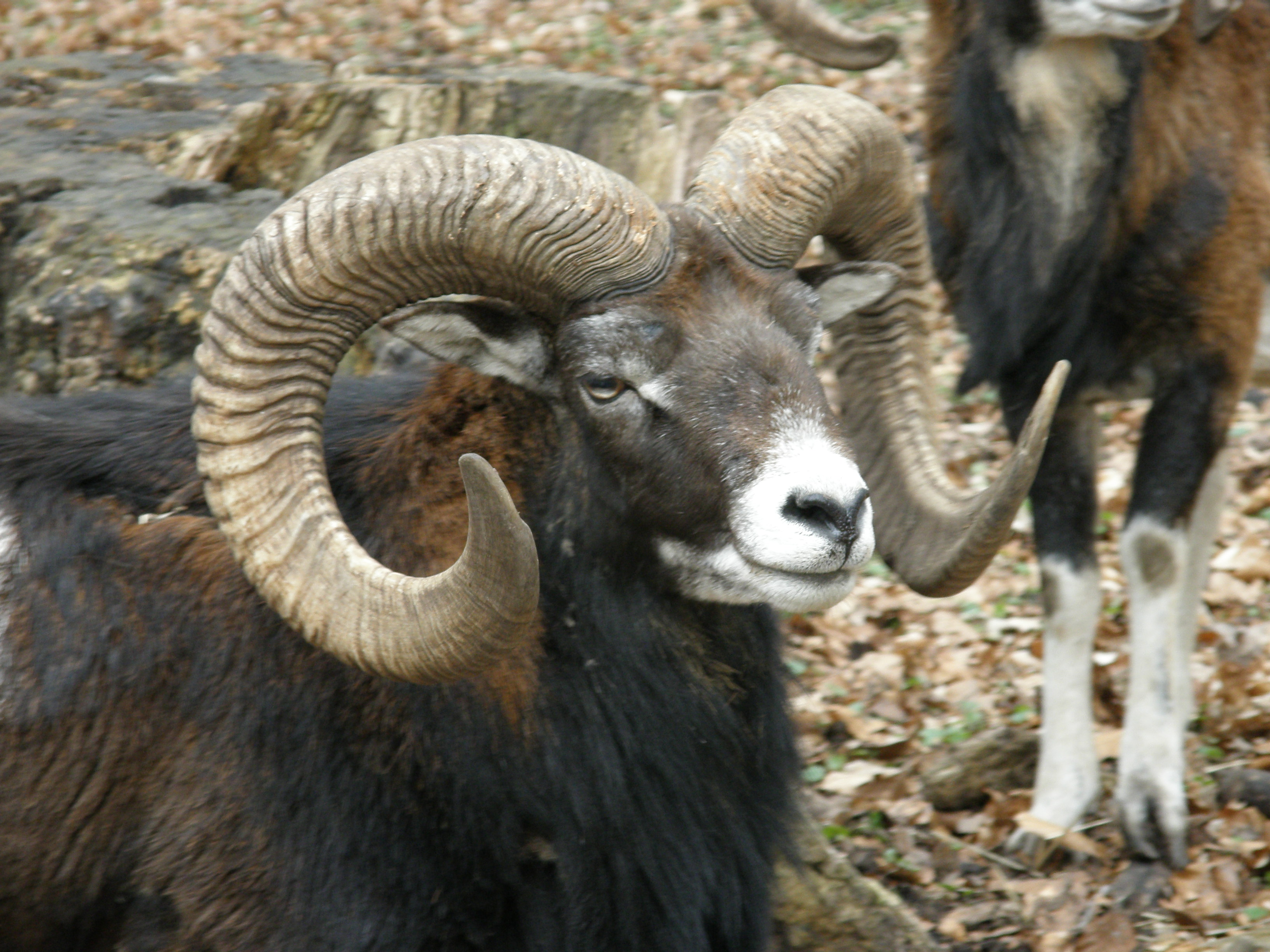
野生種のムフロン

### ヨーロッパ
アイスランディック
北欧の肉用種。アイスランド原産で、アイスランドでは40万頭以上飼育されている。9-10世紀にバイキングが持ち込んだヒツジの子孫で、地理的に隔絶されていたために交雑が行われなず、純血家畜用ヒツジとしては世界最古。
アラゴネセ
スペインの最高級肉用ヒツジ。スペインでは最古の品種。
イースト・フリージャン
ドイツの代表的な品種。顔、四肢は白い。世界最高の乳用羊として著名で、脂肪分の高い羊乳からチーズがつくられる。
コーカシアン
ロシアや旧東欧諸国の主流品種。毛・肉ともに優れる。
サフォーク
顔と四肢が黒い。イギリス・サフォーク州原産。戦後日本に導入され、主に肉用。国産のラム肉の多くは本種。原産地のイギリスでもラム肉の5割を占める。日本で最もポピュラーな品種で、近年は日本最多の登録数を占める。
シャロレー
フランス原産。繁殖能力に優れ、雑種生産用として人気がある。ヨーロッパやアメリカで多く飼育され、ヨーロッパではシャロレーを父に持つ雑種はプレミア価格となる。
チェビオット
イギリスを代表する山岳品種で、15万頭以上が飼育されている。スコットランドのツイードの原料として知られる。
テクセル（テセル）
オランダ原産の肉用種。飼育が容易で肉量が多く、50万頭が飼育されている。ヨーロッパ全域のほか、アメリカ、アフリカ、オセアニア、アジアの各大陸でも飼育される。
ベルテックス
ベルギーでテセル種の改良を行った肉用品種。肉量がテセル種よりさらに多いものとなっている。ヨーロッパと北アメリカで飼育され、イギリスでは他品種との交配を行う種雄羊として用いられる。
メリノ
最も有名な細毛品種。イベリア半島原産。原種は西アジア産で、地中海経由でイベリア半島に持ち込まれた。古代から中世にかけて、フェニキア人、ローマ人、ムーア人によって、中東の褐色のヒツジから白色のヒツジへと改良された。1300年代のカスティリヤで現在の原型が登場した。きわめて繊細な細毛が最大の特徴で、スペインの繊維産業の主力として国費によって飼育・改良され、近代までは国外への輸出が禁じられていた。現在は世界中に輸出されてスペインの独自性が喪失されたのとともに、化学繊維の普及によって飼育頭数は激減したが、それでもスペインで300万頭以上が飼育されている。18世紀にオーストラリアに持ち込まれて普及・改良されたオーストラリアン・メリノ種は1億3000万頭が飼育され、オーストラリア産の羊毛の7割を占める。顔や四肢は白く、メスは無角。毛肉兼用。
ロムニー
イギリスケント州のロムニー原産。長毛の肉用種。顔や四肢は白い。ロムニー・マーシュはその名の通り沼沢地を好み、湿潤な気候に適することから日本にも多く導入された。改良種のニュージーランド・ロムニーはニュージーランドの飼育頭数の9割を占める代表種で約2700万頭飼育されている。

### オセアニア
コリデール
ニュージーランド原産。メリノ種の雌にリンカン種、ロムニー種、レスター種の雄を交配した。冷涼な気候を好むヒツジの中で適応性に富み、世界中に広まった。温暖湿潤な日本の環境にも適応し、かつて日本で主流だった。角はなく、顔や四肢は白く、長毛。毛肉兼用だが、戦前の日本では専ら羊毛用に飼育され、100万頭近く飼育されていた。毛織物産業に化学繊維が登場すると廃れ、1万頭弱まで減少した。
ドライスデール
ニュージーランド原産。オセアニアで毛肉両用として人気があり、毛はカーペットの材料となる。ニュージーランドだけで60万頭以上飼育されている。

### アジア
アワシ
中近東で5000年以上飼育されてきた品種で、南・西アジアでは現在も主流のヒツジ。毛はペルシア絨毯に、肉と乳は食用になる。顔は黒色、褐色、白色と多様。
カラクル
中央アジアの高級品種。中央アジアの砂漠地帯の暑さと夜の寒さや乾燥に耐える。顔、四肢は黒い。世界の代表的な毛皮品種で、幼年時は黒色の毛で、成年になると灰褐色となる。子羊の皮はアストラカン と呼ばれる最高級品となる。品種名は原産地のウズベキスタンの村の名前に由来する。
蔵羊
中国の代表品種。中国内陸部の高原地帯からインドまで広く飼育され、その数は2800万頭といわれる。肉・毛のほか、荷駄用にも。
寒羊
モンゴルの品種。毛肉兼用で尾に脂肪を蓄える。

## 文化
文化
- 未（十二支）
- おひつじ座
- 闘羊

### キリスト教での象徴性
キリスト教、またその母体となったユダヤ教では、ヤハウェ（唯一神）やメシア（救世主）に導かれる信徒たちが、しばしば羊飼いに導かれる羊たちになぞらえられる。旧約聖書では、ヤハウェや王が羊飼いに、ユダヤの民が羊の群れにたとえられ（エレミヤ書・エゼキエル書・詩篇等）ている。
また、旧約聖書の時代、羊は神への捧げもの（生贄）としてささげられる動物の一つである。特に、出エジプト記12章では、「十の災い」の最後の災いを避けるために、モーセはイスラエル人の各家庭に小羊を用意させ、その血を家の入り口の柱と鴨居に塗り、その肉を焼いて食べるというたとえ話がある。のちに、出エジプトを記念する過越祭として記念されるようになる。
また、羊の肉はユダヤ教徒が食べることができる肉として規定されている。カシュルートを参照のこと。
新約聖書では、「ルカ福音書」（15章）や「マタイ福音書」（18章）に「迷子の羊と羊飼い」のたとえ話の節がある。愛情も慈悲も深い羊飼いは、たとえ100匹の羊の群れから1匹が迷いはぐれたときでも、そのはぐれた1匹を捜しに行くとしている。この箇所は隠喩となっており、はぐれた羊は、神から離れた者、神に従わない反抗者、罪を犯す者を表し、また羊飼いについては創造主である神を例えている。福音書では、どのような者であっても同じように愛し、気にかけ、大切に想う神の愛を示している。
「ヨハネ福音書」では、イエスが「私は善き羊飼いである」と語るが、イエス自身も「世の罪を取り除く神の小羊」と呼ばれる（1章29節）。
この「神の小羊」は、イエスが後に十字架上で刑死することにより、人間の罪を除くための神への犠牲となる意味があり、イエスが刑死したのも前述の過越祭の期間であったことから、パウロは第一コリント5章7節で、イエスは「過越の小羊として屠られた」と表現する（ミサ・ミサ曲）。
また、「ヨハネ黙示録」において、天上の光景のなかで啓示されるイエスの姿は「屠られたような」「七つの目と七つの角」を持つ小羊の姿である（5章他）。

### イスラム教の犠牲祭
イスラム教国においてはヒツジはもっとも重要な家畜の一つであり、特にサウジアラビアや湾岸諸国においてはハラールに適応するようオーストラリアなどから生きたまま羊を輸入し、自国にて屠畜し食肉とすることが行われる。また、ヒツジはイスラム教の祭日であるイード・アル＝アドハー（犠牲祭）においてもっとも一般的な生贄である。この日はハッジの最終日に当たり、メッカ郊外のムズダリファにおいてヒツジやラクダ、牛など50万頭にものぼる動物が生贄にささげられる。メッカ以外の、巡礼に参加しなかったムスリムも動物を1頭捧げることが求められており、イスラム教諸国においてヒツジが買われ、神に捧げられる。捧げられた肉は自らの家庭で消費するほか、施しとして貧しい人々に分け与えられる。

### シープドッグ
犬種に Shetland Sheepdog（シェットランド・シープドッグ）の様に sheepdog と付くものがあるが、これは「ヒツジに似た犬」ではなく、牧羊犬に適した犬種であることを示している（シェパード Shepherd も同様）。これらは、英語圏を始めとする欧州地域でのヒツジが比較的身近な家畜である顕著な例でもある。

### 言葉
- 鳴き声を日本語で書き表すと「メー」。漢字では「咩（万葉仮名：め、呉音：ミ、漢音：ビ、現代中国語：miē）」。英語では「バー」。
- 英語圏に、羊を数えることで安眠が得られるという俗説がある。これは、「One sheep, two sheep…」と唱えることでよく似た発音の「sleep」（眠る）と脳に命じる効果があること、また「sheep」という言葉が安眠を促す腹式呼吸を誘う発音であることに由来する、といわれる[24]。なお、英単語「sheep」は、単数形・複数形が同形である。
- 黒羊（ブラックシープ）は、白い羊の中で目立つことや、羊毛を染められないため価値が低いとされたことから、厄介者という消極的な意味や型にはまらない変わり者など肯定的な用法として要いられる。同義語：白いカラス（ロシア）。

- Schafskälte（ドイツ語版） - ドイツ語で「羊が寒がる」という意味で、アルプスの6月で急に冷え込む気象現象のこと。
- ベルウェザー（英語版） - 鈴が首につけられた去勢された牡羊である。去勢された牡羊（ウェザー）は羊飼いに従順になり、羊飼いの訓練を経て、羊の群れを率いるリーダーとしての役割を与えられる[25]。このことから政治リーダーや株式の指標銘柄、先例裁判、トレンドを作る人間、環境の変化を敏感に感知する動物などを呼び表すのに使われる[26]。

### その他
- 怒った雄羊の突撃には相当な威力がある。ここから転じてローマ軍で用いられた破城槌の先端には、鉄や青銅で出来た雄羊の頭の像が取り付けられた。

オークション
- 2009年、「デブロンベール・パーフェクション」という名の羊が23万ポンド(約3200万円)で落札された。
- 2020年8月にスコットランドのラナークで行われたオークションで、「ダブル・ダイヤモンド」という名のテクセル種の子羊が35万ギニー(イギリスの家畜の売買では、通貨の単位として伝統的にギニーが使われる)(約5200万円)で落札された。[27]